# Історія комп'ютерних вірусів

## Найперші програми, які самовідтворюються
Основи теорії механізмів самовідтворювання заклав американець угорського походження Джон фон Нейман, який в 1951 році запропонував метод створення таких механізмів. Першою публікацією, присвяченої створенню систем що самовідтворюються, є стаття Л. С. Пенроуз в співавторстві зі своїм батьком, нобелівським лауреатом з фізики Р. Пенроуз, про механічні структури що самовідтворюються, опублікована в 1957 році американським журналом Nature. У цій статті, поряд з прикладами чисто механічних конструкцій, була приведена якась двовимірна модель подібних структур, здатних до активації, захоплення і звільнення. За матеріалами цієї статті Ф. Ж. Шталь (англ. F. G. Stahl) запрограмував на машинній мові ЕОМ IBM 650, біокібернетичну модель, в якій істоти рухалися, харчуючись ненульовими словами. При поїданні деякого числа символів істота розмножувалося, причому дочірні механізми могли мутувати. Якщо кібернетична істота рухалася певний час без харчування, вона гинула.
У 1961 році В. А. Висоцький, Х. Д. Макілрой (англ. H.D. McIlroy) і Роберт Морріс (англ. Robert Morris) з фірми Bell Telephone Laboratories (США) винайшли незвичайну гру «Дарвін», в якій кілька ассемблерних програм, названих «організмами», завантажувалися в пам'ять комп'ютера. Організми, створені одним гравцем (тобто належать до одного виду), повинні були знищувати представників іншого виду і захоплювати життєвий простір. Переможцем вважався той гравець, чиї організми захоплювали всю пам'ять або набирали найбільшу кількість очок.
У лютому 1980 роки студент Дортмундського університету Юрген Краус підготував дипломну роботу на тему «Програми, які самовідтворюються», в якій крім теорії наводилися так само і листинги програм що строго самовідтворюються (які вірусами насправді не є) для комп'ютера Siemens.

## Перші віруси
Поява перших комп'ютерних вірусів часто помилково відносять до 1970-х і навіть 1960-х років. Зазвичай згадуються як «віруси» такі програми: ANIMAL, Creeper, Cookie Monster і Xerox worm.

### ELK CLONER
У 1981 році Річард Скрента написав один з перших завантажувальних вірусів для ПЕОМ Apple II - ELK CLONER. Він виявляв свою присутність повідомленням, що містить невеличкий вірш:
```
  ELK CLONER:
  THE PROGRAM WITH A PERSONALITY
  IT WILL GET ON ALL YOUR DISKS
  IT WILL INFILTRATE YOUR CHIPS
  YES, IT'S CLONER
  IT WILL STICK TO YOU LIKE GLUE
  IT WILL MODIFY RAM, TOO
  SEND IN THE CLONER!

```

### Джо Делінджера
Інші віруси для Apple II були створені студентом Техаського університету A&M Джо Делінджера в 1981 році. Вони були розраховані на операційну систему Apple DOS 3.3. Друга версія цього вірусу «вислизнула» від автора і почала поширюватися по університету. Помилка у вірусі викликала придушення графіки популярної гри під назвою CONGO, і протягом декількох тижнів всі ( «піратські») копії цієї гри перестали працювати. Для виправлення ситуації автор запустив новий, виправлений вірус, призначений для «заміщення» попередньої версії. Виявити вірус можна було за наявністю в пам'яті лічильника заражень: «(GEN 0000000 TAMU)», щодо зміщення $ B6E8, або в кінці нульового сектора зараженого диска.

## Глобалізація проблем вірусів
Починаючи з 1990 року проблема вірусів починає приймати глобальний розмах.
На початку року виходить перший поліморфний вірус - Chameleon. Дана технологія була швидко взята на озброєння і в поєднанні зі стелс-технологією (Stealth) і бронюванням (Armored) дозволила новим вірусам успішно протистояти існуючим антивірусним пакетам. У другій половині 1990 року з'явилися два стелс-віруси - Frodo і Whale. Обидва віруси використовували вкрай складні стелс-алгоритми, а 9-кілобайтний Whale до того ж застосовував кілька рівнів шифрування.
У Болгарії відкривається перша в світі спеціалізована BBS, з якої кожен бажаючий може завантажити свіжий вірус. Починають відкриватися конференції Usenet з питань написання вірусів. У цьому ж році виходить «Маленька чорна книжка про комп'ютерні віруси» Марка Людвіга.
На проблему протистояння вірусам були змушені звернути увагу великі компанії - виходить Symantec Norton Antivirus.
Початку 1991 року відмічено масову епідемію поліморфного завантажувального вірусу Tequila. Влітку 1991 з'явився перший link-вірус, який відразу ж викликав епідемію.
1992 рік відомий як рік появи перших конструкторів вірусів для PC - VCL (для Amiga конструктори існували і раніше), а також готових поліморфних модулів (MtE, DAME і TPE) і модулів шифрування. Починаючи з цього моменту, кожен програміст міг легко додати функції шифрування до свого вірусу. Крім того, наприкінці 1992 з'явився перший вірус для Windows 3.1 - WinVer.
У 1993 році з'являється все більше вірусів, що використовують незвичайні способи зараження файлів, проникнення в систему і т. д. Основними прикладами є: PMBS, що працює в захищеному режимі процесора Intel 80386. Shadowgard і Carbuncle, значно розширили діапазон алгоритмів компаньйон-вірусів. Cruncher - використання принципово нових прийомів приховування свого коду в заражених файлах.